# Henryk Sobieski
Henryk Sobieski (ur. 15 grudnia 1932 w Mławie, zm. 2 czerwca 2017 w Majdanie) – polski dyplomata i działacz partyjny, ambasador w Wenezueli (1977–1981) i Angoli (1988–1991). 

## Życiorys
Syn Stanisława i Józefy. Ukończył studia na Wydziale Handlu Zagranicznego Szkoły Głównej Planowania i Statystyki, następnie podjął pracę w Ministerstwie Spraw Zagranicznych (był m.in. II sekretarzem ambasady PRL w Meksyku). W 1971 podjął pracę w Wydziale Zagranicznym Komitetu Centralnego PZPR. W 1977 został mianowany ambasadorem w Wenezueli, następnie pracował jako doradca ministra (od 1981). W 1988 złożył listy uwierzytelniające jako ambasador PRL w Angoli i na Wyspach Świętego Tomasza i Książęcej. Od lutego 2005 był wiceprezesem zarządu firmy „Comven”.
Został pochowany na cmentarzu Czerniakowskim.